# Ulla Tessin

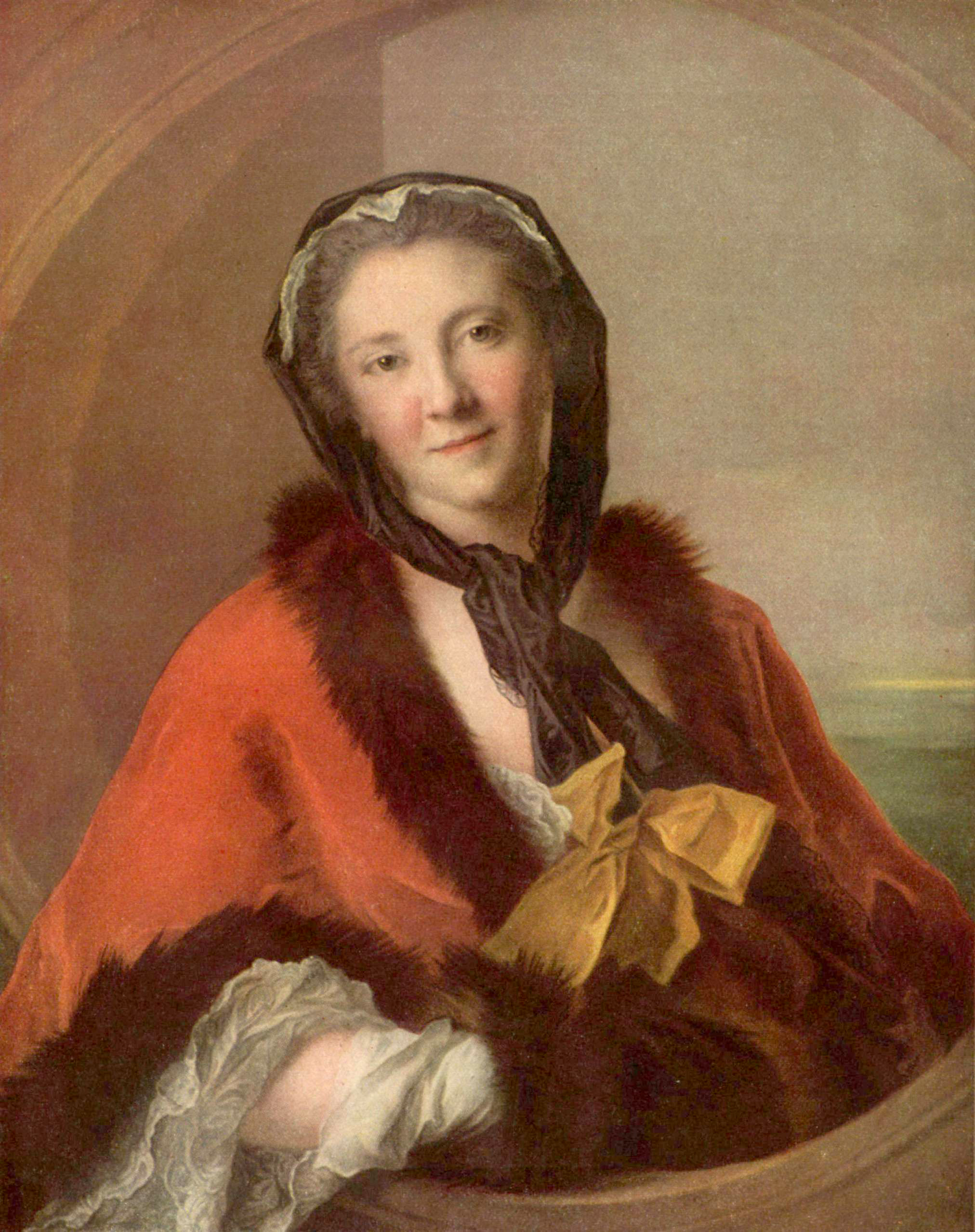
La comtesse Tessin (1741) Paris, Musée du Louvre, Porträt von Jean-Marc Nattier.

Ulrika Lovisa „Ulla“ Tessin (* 23. Mai 1711 in Stockholm als Ulrika Lovisa Sparre; † 14. Dezember 1768 auf Schloss Åkerö, Gemeinde Flen) war eine schwedische Hofdame, Oberhofmeisterin und Gräfin.

## Leben
Als Tochter von Reichsrat und Feldmarschall Graf Erik Sparre af Sundby und Stina Lillie heiratete Ulla Tessin am 27. August 1727 den Diplomaten Carl Gustaf Tessin und folgte ihrem Mann auf Reisen nach Wien (1735–36), Kopenhagen und Paris (1739–41) sowie 1744 nach Berlin. Sie galt als künstlerisch begabt und erweiterte ihre sozialen Kontakte während der Zeit der diplomatischen Aufgaben ihres Mannes.
In den 1730er-Jahren waren Tessin und ihr Mann am Amateurtheater in Stockholm aktiv und wirkten in Aufführungen mit. Ulla Tessin war eine nahe Freundin und Günstling von Kronprinzessin Luise Ulrike von Preußen. Als diese 1751 Königin von Schweden wurde, ernannte sie Ulla Tessin zu ihrer Oberhofmeisterin. Die Briefwechsel zwischen beiden Frauen sind im Reichsarchiv bewahrt.